# Roscanvel
Roscanvel (bret. Roskañvel) – miejscowość i gmina we Francji, w regionie Bretania, w departamencie Finistère.
Według danych na rok 1990 gminę zamieszkiwało 740 osób, a gęstość zaludnienia wynosiła 81 osób/km² (wśród 1269 gmin Bretanii Roscanvel plasuje się na 696. miejscu pod względem liczby ludności, natomiast pod względem powierzchni na miejscu 870.).